# Новопетровское (Московская область)
Новопетро́вское — село в городском округе Истра Московской области России.
Расположено в 60 километрах северо-западнее Москвы и 25 километрах от районного центра — Истры, на пересечении Волоколамского шоссе, Московского большого кольца и железной дороги Москва — Рига. Население — 6369 чел. (2021).

## История
Первые сведения о селе относятся ко второй половине XV века. В 1468—1472 гг. отдельные части с. Петровское скупил у разных владельцев князь Даниил Дмитриевич Холмский, сын уездного князя Дмитрия Юрьевича Холмского (княжество подчинялось Твери). В 1460-е гг. Даниил перешёл на московскую службу и был выдающимся полководцем Ивана III. Вначале князь купил вместе с другими землями часть с. Петровское, расположенную в Ижевском стане Дмитровского уезда у некоего Константина Никитича Пушкина («…купил у Костянтина у Никитича у Пушкина землю его отчину»). Затем Даниил Дмитриевич приобрёл часть села, находившуюся в Сурожском стане Московского уезда у Тимофея Окуловича Бортенева («…купил есми у Тимофея у Окулова сына у Бортенева его вотчину»).
Через село по реке Маглуше («речке Малогощь») проходила граница уездов и волостей, как о том следует из "разъезжей грамоты Ивана III его сыну Юрию, удельному князю Дмитровскому (1504). Из той же грамоты следует, что древнее село располагалось на обоих берегах Маглуши.
В 1511 году вдова Даниила Дмитриевича Холмского княгиня Василиса отдала село Петровское вместе с находящейся в нём «церковью Поклонения честных вериг Святого апостола Петра» Троице-Сергиеву монастырю.
В «Писцовой книге 1592—1593 гг.» сохранилось описание села, которое делилось на «московскую треть» (в Сурожском стане Московского уезда) и на две трети в Дмитровском уезде. В этой части села указано число дворов и жителей: двор монастырский, 76 дворов крестьянских (82 человека), 25 дворов бобыльских, 2 двора крестьянских пустых. Главным занятием населения было сельское хозяйство. В Московской части села земли при всех сопутствующих деревнях и пустошах оценивались как «середние», а в Дмитровской — как «худые».
В период «Смутного времени» начала XVII века село Петровское было разорено, а храм уничтожен. Само село пришло в полный упадок и превратилось в пустошь. Возрождение села после «Смутного времени» произошло через весьма продолжительное время. По крайней мере, упоминаемая в писцовых книгах за 1626—1627 гг. сельская церковь ещё «стояла пуста», а в 1646 году Петровское было деревней с всего лишь пятью крестьянскими дворами. В 1687 году церковная земля была на обработке у братии Троице-Сергиева монастыря.
В результате секуляризационной реформы императрицы Екатерины II 26 февраля (8 марта) 1764 года село Петровское перестало принадлежать Троице-Сергиевой лавре, перешло в собственность государства и оказалось под управлением Коллегии экономии. В 1773 году по третьей ревизии податного населения Петровское насчитывало 26 дворов, 111 мужчин и 120 женщин. Село располагалось тогда только на правом (южном) берегу Маглуши и входило в Горетов стан Московского уезда. Население села составляли государственные (экономические) крестьяне, состоявшие на оброке и обладавшие личной свободой. Площадь угодий села составляла 955 десятин, из которых пашни — 217, лес — 641, сенных покосов — 59, под поселением — 15, «неудобности» — 23.
В конце XVIII века Петровское Телепневской экономической волости оказалось в составе Рузского уезда. В 1800 году оно насчитывало 50 дворов, 190 мужчин и 216 женщин. Позже, оставаясь в Рузского уезде, оно перешло в Скирмановскую экономическую волость. В 1859 году село насчитывало 105 дворов, 288 мужчин, 373 женщины; в селе имелась почтовая станция и устраивались ярмарки.
В начале XX века через село прошла Московско-Виндаво-Рыбинская железная дорога (ныне Рижское направление МЖД). В 1898—1900 гг. население с. Петровское состояло из 320 мужчин и 399 женщин (117 надельных и 37 безнадельных семей), живших в 167 избах; в селе имелся врачебный пункт и начальная земская школа. В 1906 году в с. Петровское Васильевской волости было 140 дворов, в 1907 году упоминается библиотека с читальным залом. Накануне революции 1917 года работало сельскохозяйственное общество, ссудно-сберегательное товарищество, врачебный пункт, по воскресеньям проводились ярмарки.
После Февральской революции 1917 года по решению волостного исполкома Советов волостной центр был перенесён из деревни Васильевской в село Петровское, а сама волость была переименована в Новопетровскую. Несмотря на это, само село ещё продолжительное время продолжало носить прежнее название. По крайней мере, в справочнике 1924 года оно всё ещё называлось Петровским. Также как «Петровское» село фигурирует на карте Московской губернии 1928 года.
В период НЭПа в селе были ветеринарный пункт, больница, библиотека и изба-читальня, народный суд, управление милиции, агропункт, участок страхового агента, почтовое отделение, единое потребительское общество, кредитное товарищество и пункты частной торговли: бакалейно-табачно-мучная и мануфактурные лавки. Помимо этого, имелись две чайные, одна пивная и три булочные-бараночные. Тогда же рядом с селом была построена железнодорожная станция Устиновка. В это время село насчитывало 170 хозяйств, включая 7 безземельных; 391 мужчина и 418 женщин имели 847,5 десятин земли, 125 лошадей и 201 корову.
До 1923 года Петровское вместе с Новопетровской волостью входило в Рузский уезд. 9 мая 1923 года оно вошло в образованный Воскресенский уезд, а в 1929 году стало центром образованного Ново-Петровского района Московского округа Московской области. Районным центром Ново-Петровское оставалось до упразднения одноимённого района 3 июня 1959 года.
Во время коллективизации село вошло в колхоз «Передовой гигант». В 1937 году было начато строительство школы-десятилетки. Справочник 1939 года сообщает, что в Новопетровском улицы замощены, имелись небольшая электростанция, больница на 27 коек, средняя школа, Дом культуры, кинопередвижка, библиотека, столовая, баня. В селе регулярно проводились испытания районных лошадей на лучшую резвость.
Во время Великой Отечественной войны в конце 1941 года Новопетровское оказалось в центре Битвы за Москву. В ходе отступления советских войск 16 ноября в самом селе расположились штаб и управление 16-й армии К. К. Рокоссовского, а Военный совет — в примыкавшей к селу деревушке Устиново. 20 ноября советские войска оставили село, а 23 ноября его заняли немецкие войска.
Во время германской оккупации в районе успешно действовал партизанский отряд под руководством командира отряда Н. Кудряшова, комиссара отряда И. В. Жохова и руководителя партизанского движения в районе секретаря РК ВКП(б) Б. Б. Брейво. В 1941 году в лесах района партизанил ставший за 2 года до войны председателем Ново-Петровского райисполкома Ф. А. Хрусталёв. С группой товарищей он был выдан немецкому командованию и принял мученическую смерть.
Село было освобождено 16—17 декабря 1941 года войсками 16-й и 20-й советских армий.
После войны в селе появился водопровод, был построен универмаг, больница-стационар на 150 коек, средняя школа и школа-интернат, детский дом. В 1959 году в связи с открытием движения электричек по электрифицированному пути между станциями Новоиерусалимская и Волоколамск Рижского направления Московской железной дороги в центре села была построена железнодорожная платформа.
К 1970 году в селе действовал завод стройматериалов, завод железобетонных изделий, швейная фабрика, выросшая на основе швейной артели «Игла», работавшей тут ещё с 1949 года. Ведущую роль в производстве занимала Ново-Петровская птицефабрика, созданная в 1961 году на базе двух колхозов и мастерских машинно-тракторной станции. Уже в 1965 году она производила 19 млн яиц и 478 тонн птичьего мяса.
В 1968 году в селе проживало 3419 человек. По переписи 1989 года проживало 5448 жителей в 1834 хозяйствах, в 1999 году в селе насчитывалось 1893 хозяйства и 5470 постоянных жителей, на 1 января 2003 года числилось 5175 жителей.
В 1994—2006 годах Новопетровское — центр Новопетровского сельского округа. В 2005—2017 годах село было административным центром сельского поселения Новопетровское.

## Население
| 1773  | 1800  | 1859  | 1886 | 1890 | 1899 | 1926  | 1939  | 1968  | 1979  | 1989  | 1999  | 2002  | 2003  |
| ----- | ----- | ----- | ---- | ---- | ---- | ----- | ----- | ----- | ----- | ----- | ----- | ----- | ----- |
| 231   | ↗406  | ↗661  | ↗662 | ↗678 | ↗715 | ↗1009 | ↗1686 | ↗3419 | ↗4924 | ↗5448 | ↗5470 | ↘5227 | ↘5175 |
| 2006  | 2010  | 2021  |      |      |      |       |       |       |       |       |       |       |       |
| ↘5031 | ↘4883 | ↗6369 |      |      |      |       |       |       |       |       |       |       |       |

## Экономика
В селе расположены следующие промышленные предприятия: ОАО «Новопетровская швейная фабрика», ООО «Птицефабрика Ново-Петровская», ГУП Новопетровский завод «Оргтехсвязь», ООО «Печки-лавочки», ОАО «Усадьба Квашниных-Самариных», ООО «Научно-производственный центр „Лопатки. Компрессоры. Турбины“».

## Инфраструктура

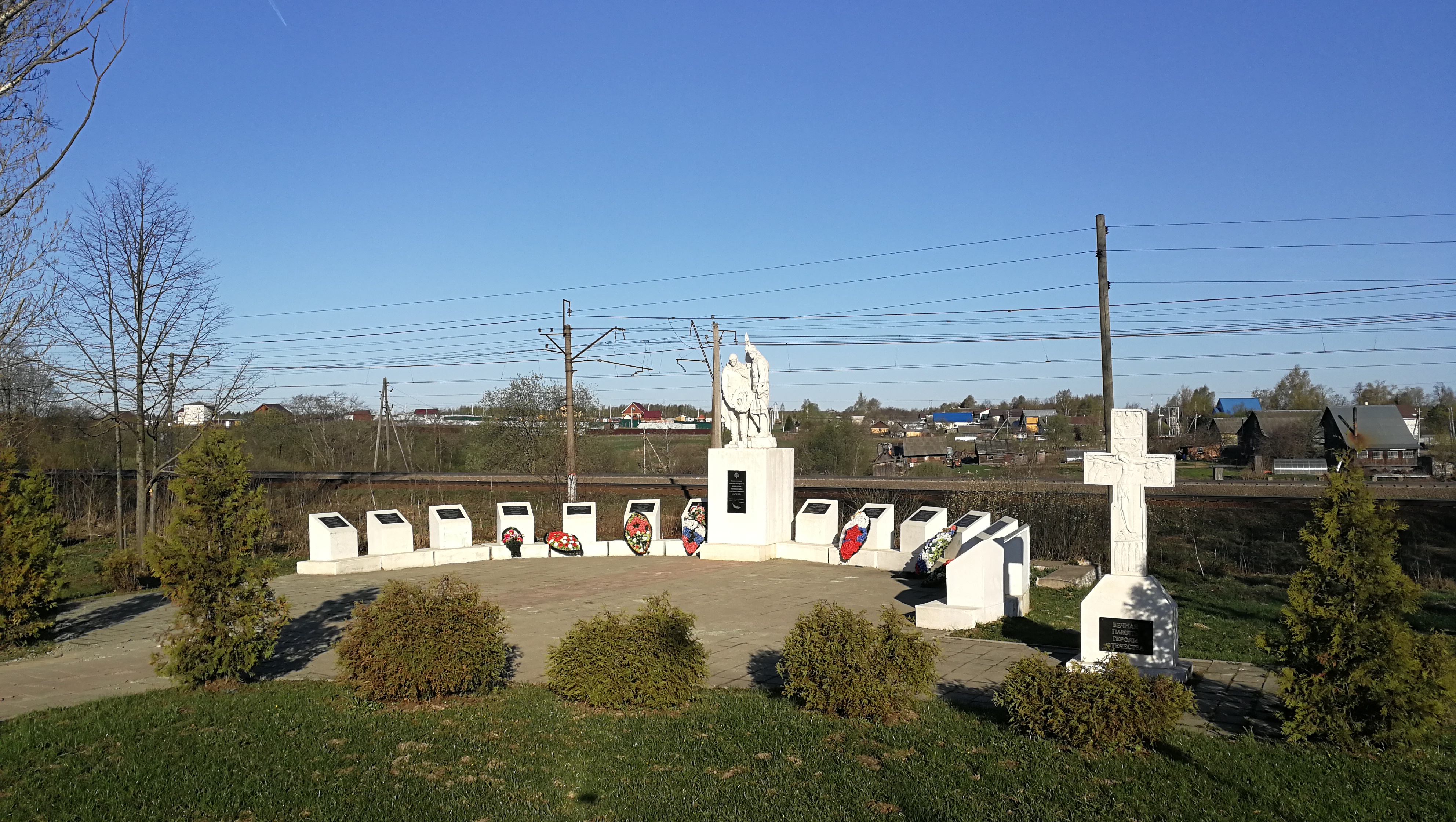
Братская могила советских партизан в Новопетровском

В селе работают Дом культуры, Новопетровская библиотека для взрослых, Новопетровская детская библиотека, средняя общеобразовательная школа № 1, Муниципальное специальное (коррекционное) образовательное учреждение для обучающихся, воспитанников с ограниченными возможностями здоровья «Новопетровская специальная (коррекционная) общеобразовательная школа-интернат VIII вида» Истринского муниципального района, детская музыкальная школа, Новопетровская лыжная школа «Истина», два детских сада, сельская участковая больница на 45 коек, в которой осуществляется и амбулаторный приём населения, Новопетровская подстанция «Истринской станции скорой помощи», 3 аптеки,, отделение связи, Химкинский филиал Сбербанка, отделение пенсионного фонда, отделение ЗАГСа; судебный участок № 65, МУП «Новопетровское ПТО ЖКХ», Новопетровское поселковое отделение милиции, пожарная часть, Новопетровский участок Западных электросетей ОАО «МОЭсК», ветеринарный участок. Услуги телефонной связи и доступ в интернет предоставляют операторы Ростелеком, Кредо-Телеком, Истранет, Цифра-1.

## Транспорт
На территории села находятся платформы Новопетровская и Устиновка железной дороги Москва — Рига.
Главными автотранспортными магистралями в селе являются Волоколамское шоссе (Советская и Колхозная улицы) и Московское большое кольцо А108 (Первомайская улица, Нудольское шоссе и Северная улица). К юго-западу от села проходит автомагистраль М9 «Балтия» (Москва — Рига). Остальными улицами села являются: Железнодорожная 1-я, Железнодорожная 2-я, Железнодорожная 3-я, Заречная, Кооперативная, Лесная, Новая, Октябрьская, Полевая, Рабочая, Советская 2-я, Спортивная, Станционная, Фабричная, Школьная, Юннатская.

## Достопримечательности
Петропавловская церковь (Церковь Петра и Павла в Новопетровском), дата постройки: 1834—1843 гг.; памятник защитникам Родины.

## Известные уроженцы
- Акифьев Сергей Иванович (1925—1943) — Герой Советского Союза. Жил и учился в Новопетровском[40].
- Малышев Владимир Сергеевич (род. 11 ноября 1949) — ректор Всероссийского государственного университета кинематографии имени С. А. Герасимова, Президент Ассоциации учебных заведений искусства и культуры.

• Широков Юрий Александрович ( род.12 июня 1948 года ) - российский эколог, специалист в области техносферной безопасности, доктор технических наук, профессор.  Основатель научной школы: Управление профессиональными рисками с учетом человеческого фактора, представлял Россию в МАГАТЭ(международная рабочая группа по разработке типовых методов ликвидации последствий радиационных катастроф).